# Älskar, älskar inte (lek)

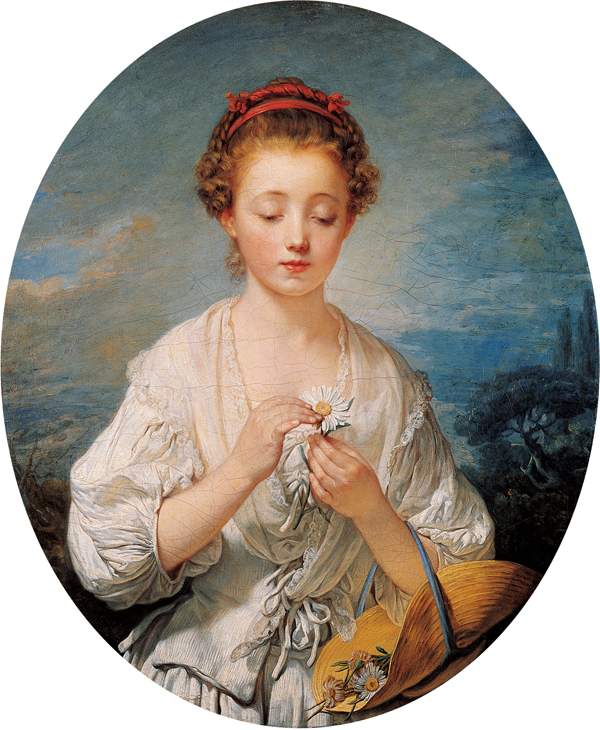
En flicka plockar kronblad i La Simplicité, av Jean-Baptiste Greuze, 1759

Älskar, älskar inte är en lek med en deltagare, som går ut på att spå om någon kommer besvara personens kärlek.
Personen som leker plockar av kronbladen på en blomma (vanligtvis en prästkrage) ett åt gången, och växlar för varje blad mellan att säga "älskar" eller "älskar inte". Alternativet man sagt när blomman inte har några kronblad kvar avgör (enligt leken) om personen man tänkt på "älskar" den som plockat kronbladen.
Leken har sitt ursprung i Frankrike, där originalversionen istället växlar mellan fem val: un peu ("lite"), beaucoup ("mycket)", passionnément ("passionerat"), à la folie ("till galenskap") eller pas du tout ("inte alls").